# Scott Golbourne
Juliou Scott Golbourne (Bristol, 29 febbraio 1988) è un ex calciatore inglese, di ruolo difensore.

## Biografia
Suo cugino Matt Hill è stato a sua volta un calciatore professionista.

## Carriera

### Club
Esordisce nel settore giovanile del Bristol City, con cui nella stagione 2004-2005 fa il suo esordio nei professionisti giocando 9 partite in League One, la terza serie inglese; l'anno seguente colleziona 5 presenze nella medesima categoria e nel gennaio del 2006 viene ceduto al Reading, con cui gioca una partita in Championship (la seconda serie inglese) conquistando anche la promozione in Premier League. Nella stagione 2006-2007 fa parte della rosa del Reading in massima serie, e, dopo aver giocato una partita in FA Cup, passa in prestito al Wycome Wanderers in League Two, la quarta serie inglese. Qui all'età di 19 anni segna il suo primo gol da professionista; torna poi al Reading ed ancora al Wycome in prestito. Nella stagione 2007-2008 a 20 anni gioca una partita nella massima serie inglese, per poi passare in prestito a Bournemouth prima ed Oldham poi: con queste due squadre gioca rispettivamente 5 ed 8 partite in League One. Dal 2009 al 2012 gioca in League One con la maglia dell'Exeter City, con cui segna un gol in complessive 104 presenze; dal gennaio 2012 al gennaio 2014 milita invece nel Barnsley, con cui segna 2 reti in 49 incontri in Championship. Dal gennaio del 2014 gioca al Wolverhampton, sempre in seconda serie.

### Nazionale
Ha giocato numerose partite con le nazionali giovanili inglesi Under-17 ed Under-19.

## Palmarès

### Club

#### Competizioni nazionali
- Football League One: 1

Wolwerhampton: 2013-2014